# Sphaerosoma formancki
Sphaerosoma formancki is een keversoort uit de familie Alexiidae. De wetenschappelijke naam van de soort is voor het eerst geldig gepubliceerd in 1902 door Reitter.